# František Kovařík (arachnologiste)
Pour les articles homonymes, voir František Kovařík.
František Kovařík est un arachnologiste tchèque.
Il est spécialiste des scorpions de l'ancien monde.

## Quelques taxons décrits
- Afroisometrus Kovařík, 1997
- Ananteris terueli Kovařík, 2006
- Babycurus melanicus Kovařík, 2000
- Babycurus multisubaculeatus Kovařík, 2000
- Babycurus ugartei Kovařík, 2000
- Baloorthochirus Kovařík, 1997
- Baloorthochirus becvari Kovařík, 1997
- Broteochactas trezzii (Vignoli & Kovařík, 2003)
- Butheoloides cimrmani Kovařík, 2003
- Buthus chambiensis Kovařík, 2006
- Buthus dunlopi Kovařík, 2006
- Calchas birulai Fet, Soleglad & Kovařík, 2009
- Calchas gruberi Fet, Soleglad & Kovařík, 2009
- Compsobuthus afghanus Kovařík & Ahmed, 2007
- Compsobuthus becvari Kovařík, 2003
- Compsobuthus jakesi Kovařík, 2003
- Compsobuthus kabateki Kovařík, 2003
- Compsobuthus kafkai Kovařík, 2003
- Compsobuthus kaftani Kovařík, 2003
- Compsobuthus pakistanus Kovařík & Ahmed, 2007
- Compsobuthus persicus Navidpour, Soleglad, Fet & Kovařík, 2008
- Compsobuthus plutenkoi Kovařík, 2003
- Compsobuthus seicherti Kovařík, 2003
- Euscorpiops beccaloniae Kovařík, 2005
- Euscorpiops kaftani (Kovařík, 1993)
- Euscorpiops kubani Kovařík, 2004
- Euscorpiops novaki Kovařík, 2005
- Euscorpiops problematicus Kovařík, 2000
- Euscorpiops sejnai Kovařík, 2000
- Heterometrus beccaloniae Kovařík, 2004
- Heterometrus cimrmani Kovařík, 2004
- Heterometrus mysorensis Kovařík, 2004
- Heterometrus nepalensis Kovařík, 2004
- Heterometrus rolciki Kovařík, 2004
- Heterometrus sejnai Kovařík, 2004
- Heterometrus ubicki Kovařík, 2004
- Hottentotta finneganae Kovařík, 2007
- Hottentotta jabalpurensis Kovařík, 2007
- Hottentotta jalalabadensis Kovařík, 2007
- Hottentotta stockwelli Kovařík, 2007
- Hottentotta zagrosensis Kovařík, 1997
- Isometrus bilyi Kovařík, 2003
- Isometrus khammamensis Kovařík, 2003
- Isometrus krasenskyi Kovařík, 1998
- Isometrus kurkai Kovařík, 1997
- Isometrus navaiae Kovařík, 1998
- Isometrus petrzelkai Kovařík, 2003
- Isometrus problematicus Kovařík, 2003
- Isometrus zideki Kovařík, 1994
- Iranobuthus Kovařík, 1997
- Iranobuthus krali Kovařík, 1997
- Iurus kadleci Kovařík, Fet, Soleglad & Yagmur, 2010
- Iurus kinzelbachi Kovařík, Fet, Soleglad & Yagmur, 2010
- Lanzatus Kovařík, 2001
- Lanzatus somalicus Kovařík, 2001
- Leiurus nasheri Kovarik, 2007
- Lychas buchari Kovařík, 1997
- Lychas heurtaultae Kovařík, 1997
- Lychas hillyardi Kovařík, 1997
- Lychas krali Kovařík, 1995
- Lychas lourencoi Kovařík, 1997
- Lychas rackae Kovařík, 1997
- Nesipelma Schmidt & Kovařík, 1996
- Nesipelma insulare Schmidt & Kovařík, 1996
- Orthochiroides Kovařík, 1998
- Orthochiroides socotrensis Kovařík, 2004
- Orthochiroides vachoni Kovařík, 1998
- Orthochirus afghanus Kovařík, 2004
- Orthochirus feti Kovařík, 2004
- Orthochirus gromovi Kovařík, 2004
- Orthochirus gruberi Kovařík& Fet, 2006
- Orthochirus heratensis Kovařík, 2004
- Orthochirus iranus Kovařík, 2004
- Orthochirus iraqus Kovařík, 2004
- Orthochirus jalalabadensis Kovařík, 2004
- Orthochirus samrchelsis Kovařík, 2004
- Orthochirus sobotniki Kovařík, 2004
- Orthochirus varius Kovařík, 2004
- Orthochirus zagrosensis Kovařík, 2004
- Pandinus eritreaensis Kovařík, 2003
- Pandinus pococki Kovařík, 2000
- Parabuthus cimrmani Kovařík, 2004
- Parabuthus eritreaensis Kovařík, 2003
- Scorpiops braunwalderi Kovařík, 2000
- Scorpiops dastychi Kovařík, 2000
- Scorpiops demisi Kovařík, 2005
- Scorpiops farkaci Kovařík, 1993
- Scorpiops feti Kovařík, 2000
- Scorpiops irenae Kovařík, 1994
- Scorpiops jendeki Kovařík, 2000
- Scorpiops margerisonae Kovařík, 2000
- Scorpiops pakistanus Kovařík & Ahmed, 2009
- Scorpiops pseudomontanus Kovařík & Ahmed, 2009
- Scorpiops zubairahmedi Kovařík, 2009
- Somalibuthus Kovařík, 1998
- Somalibuthus demisi Kovařík, 1998
- Somalicharmus Kovařík, 1998
- Somalicharmus withmanae Kovařík, 1998
- Thaicharmus Kovařík, 1995
- Thaicharmus lowei Kovařík, Soleglad & Fet, 2007
- Thaicharmus mahunkai Kovařík, 1995
- Tityus kaderkai Kovařík, 2005
- Uroplectes pardii Kovařík, 2003
- Vachoniolus iranus Navidpour, Kovařík, Soleglad & Fet, 2008